# Maelstrom (personaggio)
Maelstrom è un personaggio dei fumetti creato da Mark Gruenwald, Ralph Macchio (testi) e Ron Wilson (disegni), pubblicato dalla Marvel Comics. È apparso per la prima volta in Marvel Two-In-One n. 72 (febbraio 1981), inedito in Italia.